# استیون فرای
استیون جان فرای (به انگلیسی: Stephen John Fry) (زادهٔ ۲۴ اوت ۱۹۵۷) بازیگر، مجری، کمدین، کارگردان و نویسنده انگلیسی است. او برای اولین بار در دهه ۱۹۸۰ به عنوان نیمی از کمیک دو نفره فرای و لوری، در کنار هیو لوری مطرح شد، و این دو در فیلم‌های کمی بیت فرای و لوری (۱۹۸۹–۱۹۹۵) و جیوز و ووستر (۱۹۹۰–۱۹۹۳) بازی کردند. او همچنین در مجموعه طرح‌های آلفرسکو (۱۹۸۳–۱۹۸۴) در کنار لوری، اما تامپسون و رابی کالترین و در بلک‌ادر(۱۹۸۶–۱۹۹۹) در کنار روآن اتکینسون بازی کرد. از سال ۲۰۱۱، او به عنوان رئیس مؤسسه خیریه سلامت روان فعالیت می‌کند.
نقش‌های بازیگری فرای شامل بازی در نقش اسکار وایلد در فیلم وایلد (۱۹۹۷) است، که برای آن نامزد دریافت جایزه گلدن گلوب بهترین بازیگر مرد فیلم درام شد، بازرس تامپسون در راز قتل رابرت آلتمن گاسفورد پارک (۲۰۰۱)؛ و آقای جانسون در عشق و دوستی ویت استیلمن (۲۰۱۶) می‌شود. او همچنین در فیلم‌های ارابه‌های آتش (۱۹۸۱)، پدر خوب(۱۹۸۵)، ماهی‌ای به نام وندا (۱۹۸۸)، چیزهای روشن جوان(۲۰۰۳)، زندگی و مرگ پیتر سلرز (۲۰۰۴)، وی مثل وندتا (۲۰۰۵)، شرلوک هولمز: بازی سایه‌ها (۲۰۱۱)، گنج (۲۰۲۴) و مجموعه فیلم هابیت حضور داشته‌است. از جمله نقش‌های تلویزیونی او می‌توان به لرد ملچت در مجموعه طنز تلویزیونی بلک‌ادر در بی‌بی‌سی و شخصیت اصلی سریال تلویزیونی پادشاهی و قدرت مطلق و همچنین بازیگر مهمان در نقش دکتر گوردون وایت در سریال جنایی آمریکایی استخوان‌ها اشاره کرد. او همچنین چندین مجموعه مستند نوشته و ارائه کرده‌است، از جمله استیون فرای:زندگی مخفی افسرده شیدایی برنده جایزه امی، که او در مورد کشف اختلال دوقطبی خود ساخته‌است، و استیون فرای در آمریکا. او همچنین مجری طولانی مدت برنامه تلویزیونی تلویزیون بی‌بی‌سی QI با دوره تصدی از سال ۲۰۰۳ تا ۲۰۱۶ بود، و در طول آن نامزد شش جایزه تلویزیونی آکادمی بریتانیا شد. او اغلب در سایر برنامه‌های تلویزیونی مانند فقط یک دقیقه و ببخشید، سرنخی ندارم هم ظاهر می‌شود.
فرای علاوه بر کار در تلویزیون، نویسنده ای پرکار بوده و در روزنامه‌ها و مجلات مختلف مشارکت داشته و چهار رمان و سه زندگینامه موآب ظرفشویی من است، تواریخ سرخ کن و بیشتر احمق من را نوشته‌است. او همچنین به دلیل فعالیت در زمینه صداگذاری معروف است. او هر هفت رمان هری پاتر را برای ضبط کتاب‌های صوتی انگلستان خواند، داستان بازی‌های ویدئویی بزرگ‌سیاره کوچک و پرندگان فولادی(Birds of Steel) را روایت کرد و صدای خود را به مجموعه ای متحرک از توضیحات قوانین کریکت وام داد، وی همچنین مجموعه ای از انیمیشن‌ها دربارهٔ انسان‌گرایی سکولار را برای انجمن انسان‌گرای بریتانیایی روایت کرد.

## ابتدای زندگی

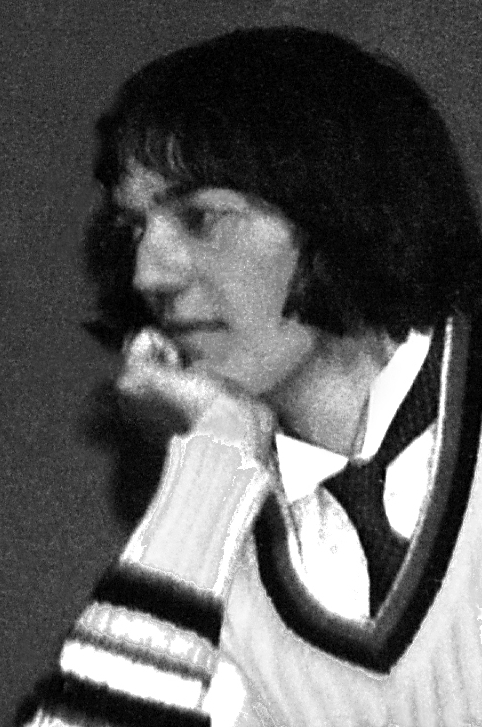
تصویری از فرای در جوانی

استیون جان فرای در ۲۴ اوت ۱۹۵۷ در منطقه همپستید لندن به دنیا آمد، او فرزند ماریان ایو فرای (نی نیومن) و فیزیکدان و مخترع آلن جان فرای (۱۹۳۰–۲۰۱۹) است. او یک برادر بزرگتر به نام راجر و یک خواهر کوچکتر به نام جوانا دارد. ریشه مادربزرگ پدری‌اش در چشر و کنت بود.خاستگاه خانواده فرای از مناطق شیلینگستون و منطقه بلندفورد فورم از دورست است. در اوایل دهه ۱۸۰۰، ساموئل فرای در ساری مستقر شد و فرزندانش در میدلسکس ساکن شدند. استیون در نوشته‌های زندگینامه‌ای خود و جاهای دیگر، ادعای رابطه با خانواده فرای مؤسس شرکت شکلات سازی معروف، جان فرای (یکی از امضا کنندگان حکم مرگ چارلز یکم)، و بازیکن کریکت سی. بی. فرای را دارد. مادر فرای یهودی است، اما او در خانواده مذهبی تربیت نشده‌است. پدربزرگ و مادربزرگ مادری، مارتین و رزا نویمان، یهودیان مجارستانی بودند که در سال ۱۹۲۷ از شورانی (در اسلواکی کنونی) به انگلستان مهاجرت کردند. والدین رزا، که در اصل در وین زندگی می‌کردند، به اردوگاه کار اجباری در ریگا فرستاده شدند. آنها در زمان هولوکاست توسط نازی‌ها کشته شدند. عمه و عموزاده‌های مادرش به اردوگاه آشویتس و اردوگاه کار اجباری اشتوتهوف فرستاده شدند و دیگر هرگز دیده نشدند.
فرای در روستای بوتون، نورفک بزرگ شد و در سنین پایین از چشام، باکینگهام‌شر نقل مکان کرد، او در مدرسه مقدماتی چشام تحصیل کرده بود. او قبل از رفتن به مدرسه آمادگی استاتز هیل در یولی، گلاسترشر، در سن هفت سالگی، به مدت کوتاهی در مدرسه ابتدایی کاستون در کاوستون، شرکت کرد و سپس در مدرسه اوپینگام(Uppingham) در راتلند، جایی که به خانه فرکرافت(Fircroft)پیوست و به عنوان یک «نابغه نزدیک به آسم» توصیف شد، تحصیل کرد. او در سال ۱۹۷۲ در سن ۱۴ سالگی سطح O همه رشته‌ها را به جز فیزیک گذراند، اما در نیم ترم منتهی به فرم ششم از اوپینگام اخراج شد. او بعداً از مدرسه پستون هم اخراج شد، یک مدرسه راهنمایی گرامری که اجازه نمی‌داد او به تحصیل در سطح A ادامه دهد.